# 德安寮
學甲德安寮是臺灣臺南市學甲區的一個傳統聚落名稱，舊時叫做竹橋寮，學甲十三莊宅仔港中的聚落之一，位於學甲區宅港里境內，原庄在現今庄北方邊急水溪行水區中的急水溪南畔，於民國43年（1954年）遷出到現址。

## 位置
原位於今庄北的急水溪行水區內，因急水溪經常氾濫導致淹水之故，於民國43年（1954年）遷村到現址，約於嘉南大圳學甲分線北學甲線以東，以及南7線以西，嘉南大圳學甲分線瓦寮線以南。

## 歷史
德安寮舊稱竹橋寮，早期是由學甲後社以及宅口的李姓先祖，在急水溪行水區內進行開墾，並搭建草寮牧羊抑或者幫忙打工維生，因進出聚落方便則搭建竹橋過水路，所以當時稱此地為竹橋寮 ( 一些庄民主張應稱為竹篙寮 ) ，最盛時期有30來戶之後再移入周、黃等姓。
由於急水溪長期氾濫聚落居民不時飽受洪水之苦，國39年（1950年）聚落居民乃向時任原臺南縣議會議長陳華宗陳情，縣政府遂應允於今現址購地5公頃重設新庄，並在兩年後完成遷村，同時規劃為巷道3公尺、幹道6公尺的整齊社區，附加每戶將擁有200多坪土地，當時居民為感謝政府德政並祈求聚落能長治久安，因此乃更聚落名為「德安寮」。

## 宗教
德安寮的庄廟為龍佛宮，其乃是公厝形式，主祀為觀音佛祖與李府千歲。而相傳兩尊神祇皆是由中國大陸迎請而來，故兩尊金身歷史皆已超過200年以上。在日治之前神明即為公祀，而在日治時期，因當時日本政府反對一切的民間信仰，聚落民眾便將神尊藏於米甕中，直到臺灣光復才又被請出，並且重新建築新廟，新廟身於民國60年 ( 1971年 ) 竣工安座，龍佛宮除樂作為此地信仰中心外，並兼作為里民休閒場地。

## 交通
南7線是臺南市內編號第7號的區道等級公路，北起三慶里的新芳，經宅港里的二港仔（此聚落已遷移，目前原地無人居住），南至宅港里德安寮。
臺84線在下交流道之後，往南約500公尺，至變電所前西轉即進入德安寮聚落，東行進入學甲區，至筏仔頭之後，轉東南方向直行離開學甲。
臺19線於民國102年（2013）10月在學甲啟用，公路往南通過學甲宅港大橋，約113.5KM下橋後會看到84線快速道路匝道，由此可以快速向西通往北門，向東通往玉井。  

## 軼事
據說在民國34年（1945年）日人投降後，有一架滿載日本軍民及資產的飛機，不慎墜毀於竹橋寮附近，由於機上人員全部皆罹難，且當時有二位村民在附近耕作，因此撿得大量機上的金飾、珠寶、龍銀以及不少值錢物品，兩人也而此而致富，時至今日一些農民在該地耕種或挖土時，也不時挖掘到飛機殘骸。
由於當年竹橋寮在搬遷時由於庄民相當勤儉，除了白天正常工作外，晚上都會共工合作，將竹籠厝的竹篾牆泥土敲掉，並且整面拆下再一起合力搬到現今的德安寮， 如此一天搬幾面牆，慢慢把整個庄頭的舊建築物料搬過來，在新地方重組搭建起所謂的舊物新厝，因此目前在德安寮的一些民家，都還留有原居地（竹橋寮）搬來的竹篾牆與竹柱。 

## 產業
竹橋寮聚落大致以魚塭養殖白蝦與吳郭魚為主，其中有兩戶人家則以養鹿為主要產業。   

## 圖集

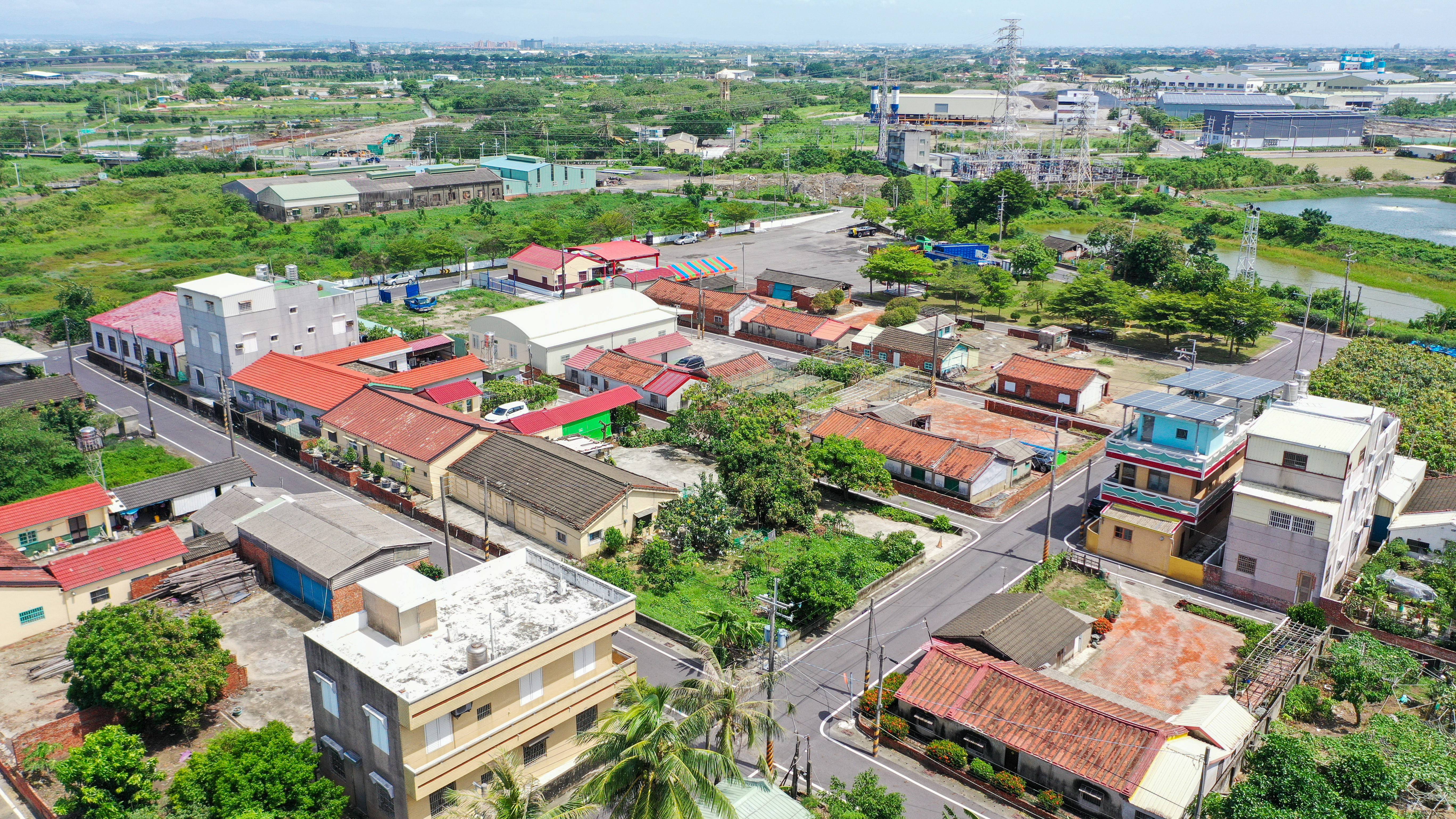
德安寮(竹橋寮)空照-1
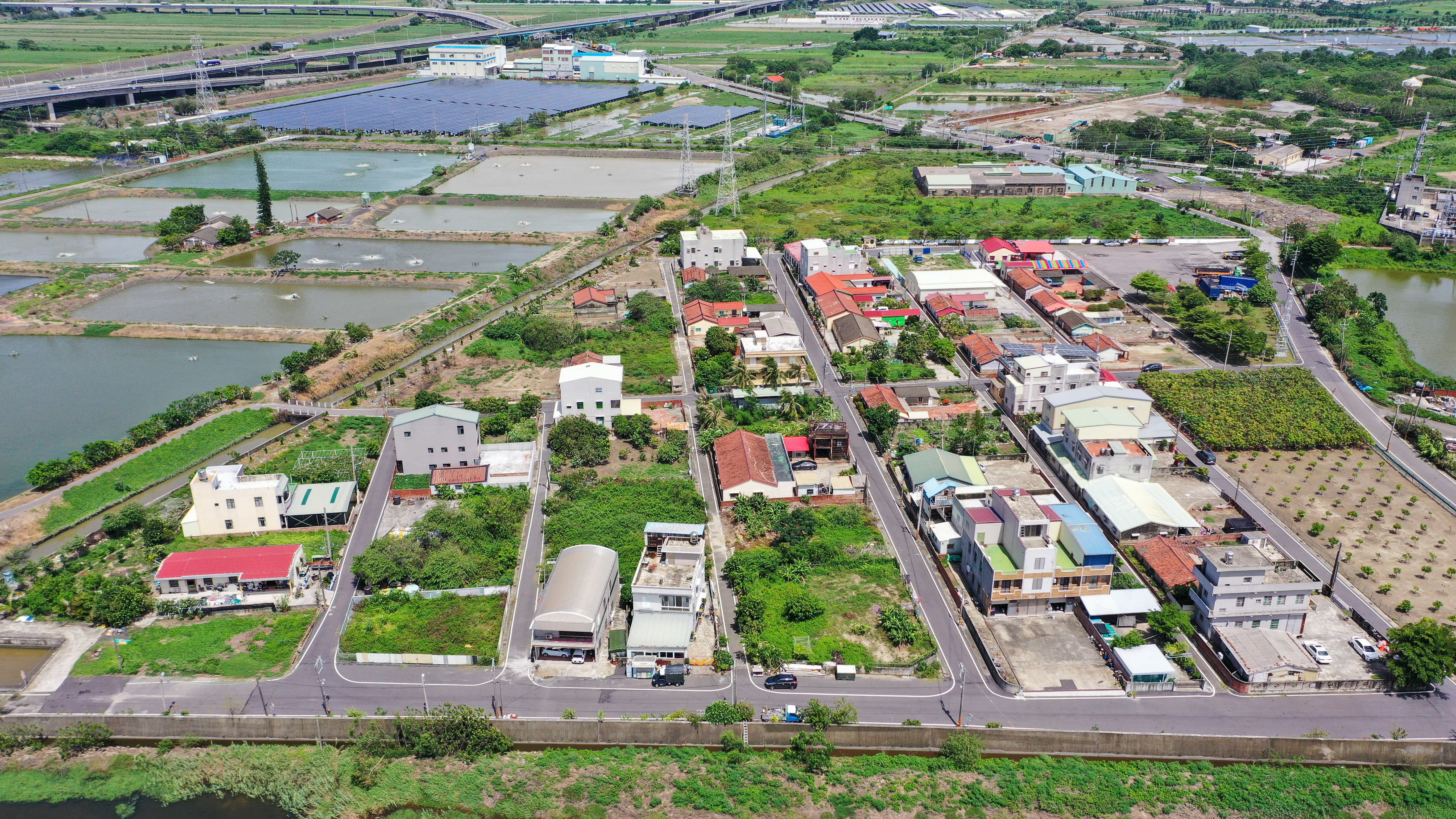
德安寮(竹橋寮)空照-3
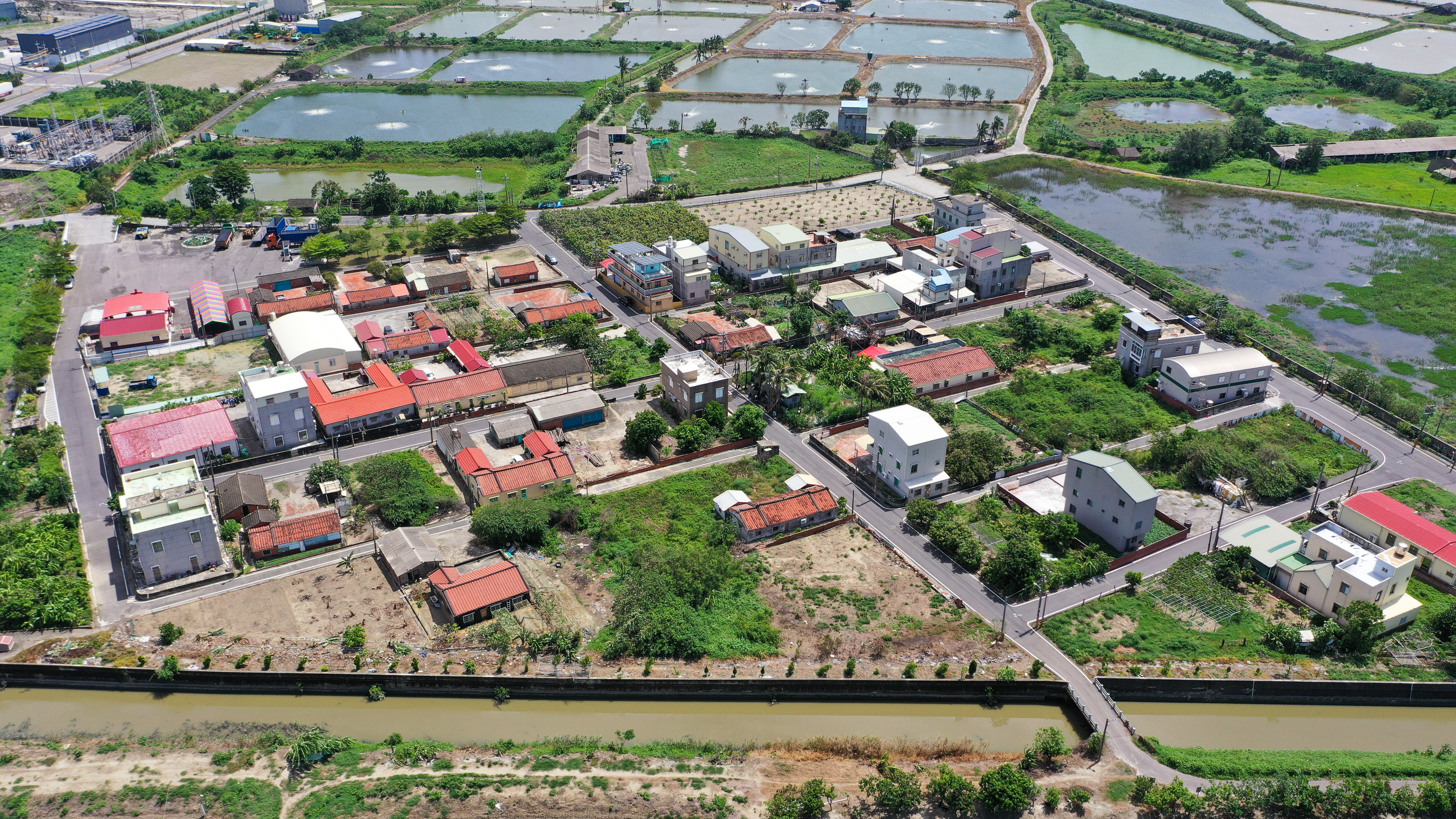
德安寮(竹橋寮)空照-2